# Нестеровский, Александр Леонидович
Александр Леонидович Нестеровский (рум. Alexandr Nesterovschi; род. 11 января 1981, с. Рэуцел, Фалештский район, Молдавская ССР, СССР) — молдавский политик. Депутат Парламента Республики Молдова (2014—2018, 2019—2021, 2022—2025).

## Биография
Родился 11 января 1981 года в селе Рэуцел Фалештского района, Молдавской ССР.
В 2003 году окончил Днестровский университет экономики и права в Бельцах на факультете «Право». В 2008 году прошёл обучение в Академии государственного Управления при Президенте Республики Молдова.
Высказывался за идею по присоединению Молдовы к ЕврАзЭС.
На парламентских выборах 2014 года баллотировался по спискам Партии социалистов Республики Молдова (ПСРМ) и стал депутатом.
В 2017 году, после изменения избирательной системы в Республике Молдова с пропорциональной на смешанную, стал кандидатом от ПСРМ на 10-м одномандатном округе (Бельцы). 24 февраля 2019 года победил на очередных парламентских выборах 2019 года в одномандатном округе № 10.
Осенью 2019 года баллотировался на пост примара (мэра) муниципия Бельцы от ПСРМ, однако занял второе место, набрав 16,04 %.
С 15 февраля 2022 года вновь депутат Парламента Республики Молдова, в связи со смертью Светланы Кэпэцинэ. Её депутатский мандат перешёл к Александру Нестеровскому, как к следующему кандидату в списке Блока коммунистов и социалистов (БКС).
15 марта 2023 года депутат Александр Нестеровский объявил о своём выходе из Партии социалистов Республики Молдова и присоединении к «Движению для народа», в которое входит партия «Шор» (позже эта партия была признана неконституционной, решением Конституционного суда Республики Молдова). Нестеровский опубликовал на своей странице в Facebook документ, объявляющий о его выходе из фракции Блока коммунистов и социалистов 15 марта, и отметил, что с сегодняшнего дня он будет «независимым депутатом». Позже в ПСРМ заявили, что его подкупили.
Нестеровский, покинувший ряды ПСРМ, объявил 16 мая 2023 года, что решил вступить в партию «Renaștere — Возрождение» Сергея Мишина, связанного с беглым олигархом Иланом Шором приговорённым в Республике Молдова Апелляционной палатой Кишинёва (АП) по делу, которое является частью «Банковского мошенничества» к 15 годам лишения свободы. При этом Нестеровский отметил, что в партию Мишина решила вступить и депутат Ирина Лозован, которая покинула ПСРМ вместе с ним.

### Уголовное преследование
В июне 2023 года в отношении Нестеровского было возбуждено уголовное дело по статье о пассивной коррупции, в сентябре 2023 года — в подготовке финансирования политических партий из запрещённых законом источников.
В сентябре 2023 года Парламент Республики Молдова по запросу прокуратуры лишил Нестеровского депутатской неприкосновенности.
Согласно обвинительному заключению, Александр Нестеровский принял и получил от организованной преступной группы во главе с Иланом Шором авиаперевозки из города Тель-Авив, Израиль, неправомерные преимущества, выразившиеся в его назначении членом Политбюро партии «Возрождение» и в фактическом руководстве этой партией, а также товары в виде денежных средств на сумму не менее 35 тысяч долларов США. По мнению прокуроров, всё это делалось с целью добиться выхода депутата Нестеровского из парламентской фракции БКС и создания новой парламентской фракции.
Прокуроры также утверждают, что Нестеровский намеренно создал условия для совершения преступления незаконного финансирования политической партии, чтобы обеспечить Илану Шору сохранение контроля над политическими, избирательными и социальными процессами в Республике Молдова.
19 марта 2025 года суд Буюкан заочно приговорил Александра Нестеровского к 12 годам тюрьмы и штрафу в размере 500 тысяч леев по делу о незаконном финансировании политического формирования.
20 марта Нестеровский объявлен в международный розыск.
По данным СИБ Республики Молдова, Нестеровский ещё до объявления ему приговора, 18 марта сбежал через российское посольство в Молдове в непризнанную ПМР, не контролируемой центральными властями Республики Молдова.

## Карьера
- 2007—2008 — специалист в центре Культуры и Молодёжи в муниципии Бельцы от Партии коммунистов Республики Молдова (ПКРМ).
- 2006—2009 — Первый Секретарь Бельцкой комсомольской организации.
- 2007—2011; 2013—2014 — советник в Бельцком муниципальном совете.
- 2012—2014 — Директор бельцкого филиала благотворительного фонда «Solutia».
- 2014—2018 — депутат Парламента Республики Молдова от Партии социалистов Республики Молдова (ПСРМ).
- 24 февраля 2019 по 2021 год — депутат Парламента Республики Молдова по одномандатному округу № 10.
- С 2022 года — вновь депутат парламента Республики Молдова, ему передан мандат умершей Светланы Кэпэцинэ от БКС.